# Nhẫn cỏ cho em
"Nhẫn cỏ cho em" là một sáng tác thuộc thể loại nhạc vàng bolero của nhạc sĩ Vinh Sử. Ca khúc được cho là sáng tác khi Vinh Sử mới 17 tuổi, sau một buổi hẹn hò giữa nhạc sĩ và bạn gái, ông ngồi xoắn cọng cỏ tạo thành chiếc nhẫn tặng cô gái và từ đó có cảm xúc sáng tác nên nhạc phẩm.
Bài hát đã được Chế Linh thu âm trước năm 1975 và trở nên nổi tiếng, tờ nhạc phát hành nhiều bản và được bán hết, ca khúc cũng đã được phát nhiều lần tên sóng Đài phát thanh Sài Gòn. Sau năm 1975, có nhiều ca sĩ thể hiện bài này, nổi bật nhất là Chế Thanh trong chương trình ca nhạc Mưa bụi và giúp cho tên tuổi ca sĩ này trở nên nổi tiếng.

## Hoàn cảnh ra đời
"Nhẫn cỏ cho em" được cho là ra đời trong giai đoạn sự nghiệp âm nhạc đầu tiên của Vinh Sử. Ca khúc được cho là sáng tác khi Vinh Sử mới 17 tuổi. Bài hát ra đời sau một buổi hẹn hò giữa nhạc sĩ và bạn gái. Ông yêu thầm cô gái, nhiều lần đi chơi với nhau muốn ngỏ lời nhưng không dám nói. Trong buổi hẹn hò ấy, khi chuẩn bị ra về, ông cúi xuống bứt cỏ, ngồi xoắn cọng cỏ trên tay tạo thành một hình tròn như chiếc nhẫn và tặng người yêu. Cô gái nhận chiếc nhẫn ông làm với tâm trạng thích thú và từ đó ông đã sáng tác "Nhẫn cỏ cho em".
Trước năm 1975, ca sĩ Chế Linh đã thu ca khúc trong băng nhạc Kim Đằng. Theo Vinh Sử, "Nhẫn cỏ cho em" đã từng đạt kỷ lục phát hành với 400 ngàn bản. Thời điểm đó, các nhà xuất bản phải mua tác quyền ca khúc của ông với giá cao ngất ngưởng. "Nhẫn cỏ cho em" giúp Vinh Sử kiếm được thu nhập lớn, thậm chí mua nhà lầu, xe hơi.

## Đón nhận và phổ biến
Vào thời điểm trước năm 1975, "Nhẫn cỏ cho em" được phát liên tục trên Đài Tiếng nói Sài Gòn, số lượng bản in bài hát lúc đó đều được bán hết. Thập niên 1970, cùng với những nhạc phẩm khác của Vinh Sử, "Nhẫn cỏ cho em" cũng được phát nhiều ở các quán cà phê miền Nam. Ca khúc này đã được phổ biến rộng rãi, được nhiều khán giả Việt Nam yêu thích.
Bài hát cũng đã được nhiều ca sĩ trình bày và thể hiện lại như Trường Vũ, Mạnh Quỳnh, Hoài Lâm, Chế Thanh,... Trong đó, Chế Thanh đã thu âm và thu hình ca khúc "Nhẫn cỏ cho em" trong băng Mưa bụi 5, mà ở vào những năm 1990, chương trình Mưa bụi rất nổi tiếng. Bài hát được cho là gắn liền với đỉnh cao sự nghiệp của Chế Thanh. "Nhẫn cỏ cho em" cũng đã được một số thí sinh lựa chọn thể hiện trong các cuộc thi hát về dòng nhạc bolero.
Tháng 6 năm 2012, một đêm nhạc với chủ đề "Nhẫn cỏ cho em" đã diễn ra tại Cung văn hóa hữu nghị Việt-Xô, Hà Nội với sự xuất hiện của nhiều nghệ sĩ, nhằm mục đích quyên góp ủng hộ nhạc sĩ Vinh Sử điều trị bệnh. Tháng 1 năm 2016, ca khúc đã được Chế Thanh thể hiện trong chương trình Sol Vàng chủ đề vinh danh nhạc sĩ Vinh Sử. Vào năm 2019, ca khúc cũng đã được trình bày trong chương trình Ký ức vui vẻ trong chủ đề về nhạc tập Mưa bụi.